# Кадастр
Када́стр (фр. cadastre) — упорядоченный список, реестр каких-либо важных объектов, официально составляемый государством на основании данных наблюдений, осуществляемых периодически или непрерывно. Кадастр используется для определения прямых реальных сумм налогов (поземельного, подомового, промыслового), платы за пользование природными ресурсами, оценки стоимости объектов (кадастровой стоимости) и тому подобного. Примерами являются земельный кадастр, водный кадастр, градостроительный кадастр, лесной кадастр, кадастр месторождений полезных ископаемых, кадастр животного мира, кадастр гражданского и служебного оружия. Важнейшим из них является земельный кадастр, содержащий сведения о природном, хозяйственном и правовом положении земель. В нём каждому земельному участку присваивается уникальный кадастровый номер.
Кадастром также называют список лиц, подлежащих налогообложению. Слово кадастр происходит от средневекового лат. catastrum, то есть capitastrum (от caput — голова), означавшего регистр душ, подлежавших поголовной подати.

## История возникновения
Исторически корни возникновения кадастра и кадастровых работ, связанных с указанием границ земельных участков и их площадей, проводимых с целью учёта земель, уходят во времена Древнего Египта (3000 г. до н. э.). Сам термин «кадастр» начал приживаться со времён римского правителя Августа (27 г. до н. э.), при котором была утверждена единица учёта сбора дани за землю — caputigum — и введена перепись населения — caputigum registrum. Со временем эти слова слились в одно — capitastrum — и впоследствии в слово catastrum. 
В Средние века содержание кадастровых съёмок и основные принципы ведения кадастра практически не изменились — съёмка земель оставалась чисто линейной и проводилась с помощью верёвки и жезла; геометрические знания и вычисления использовались слабо. Начиная с 1718 г., по образцу римского кадастра, Джованни Джакомо Маринони разработал первый кадастр на основе соблюдения научных методов с определением границ участков методом триангуляции и полигонометрических сетей. Этот кадастр содержал в качестве документов ситуационные карты всех сельских общин, выполненные с использованием мензулы в масштабе 1:2000. На картах отображали участки (парцеллы) отдельных общинных владений, типы грунтов, чистую прибыль, которая являлась основой для обложения налогом. Благодаря своему качеству и точности этот кадастр, называемый миланским, был введён в действие 1 января 1760 г. и служил образцом для разработки в XIX в. кадастров Франции, Бельгии, Австрии, Голландии и Швейцарии.

## Кадастр в России
Первые сведения о кадастре в Древней Руси относятся к X веку и связаны со сбором поземельного налога и оценкой земель. Система кадастра в Русском государстве, называлась Сошное письмо, единицей которой служила соха. Картографический материал земельного кадастра на Руси содержался в описаниях земель, собранных в писцовых, смотренных, дозорных и межевых книгах, и составлялся по результатам натурных и землемерных работ. Землемерные работы заключались в измерении «мерной вервью» длин граничных линий, которые разделяли землю по угодьям, различающимся по «добротности» («добрые», «средние» и «худые»). На рубеже XVII века в России составляли документы учёта и описи не только сельскохозяйственных земель и лесного фонда, но и городских дворов. Документы описи и перечня дворов содержали информацию о территории двора с перечнем построек и размером налога в рублях, а также имя владельца. Во многих городах проводили оценку недвижимого имущества и его опись с составлением схем и планов земельных участков. В середине XVIII века работы по межеванию расширили с целью защиты прав землевладельцев. В 1765 году была утверждена Комиссия о государственном межевании земель. Основные работы по межеванию земель Российской империи были завершены в начале XIX века. В первые годы после Октябрьской революции 1917 года согласно Положению о земельных распорядках в городах все без исключения земли и водные пространства в пределах городской черты, независимо от пользователя, подлежали земельной регистрации. При регистрации проводили опись земельного участка с отображением характеристик строения и сооружения, составляли экспликацию участка по видам угодий.